# النسوية وعلم النفس
النسوية وعلم النفس هي مجلة أكاديمية خاضعة لاستعراض الأقران تغطي النظرية والممارسة النسوية في علم النفس. تأسست في عام 1991 ويتم نشرها من قبل منشورات سيج.

## التلخيص والفهرسة
يتم استخراج المجلة وفهرستها في المكبر وفهرس مراجع العلوم الاجتماعية. وفقًا لتقرير جريدة الاقتباس فإن المجلة لها عامل تأثير عام 2015 يبلغ 1.290  لتحتل المرتبة الثالثة والخمسون من 129 دورية في فئة «علم النفس متعدد التخصصات» والحادية عشر من 40  دورية في فئة «دراسات المراة».